# Vallée de Taylor
Pour les articles homonymes, voir Taylor.

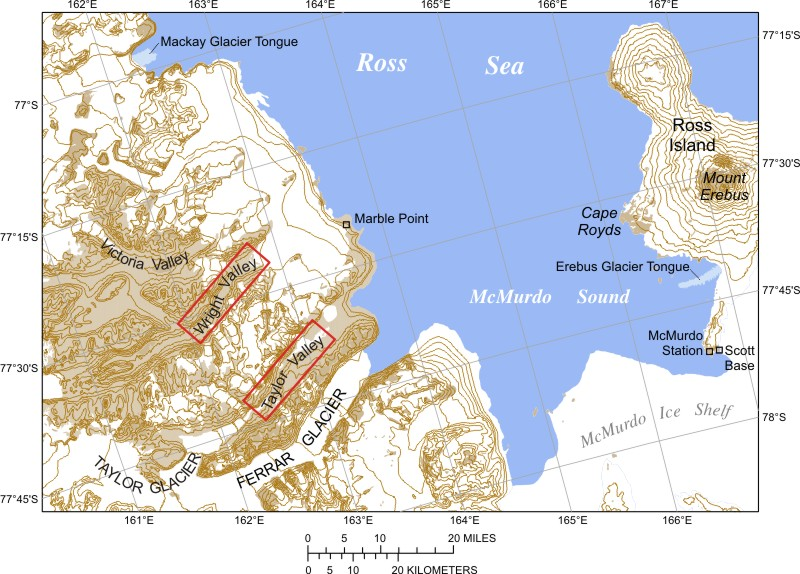
Vallée de Taylor.

La vallée de Taylor (Taylor Valley) est une vallée située en Antarctique, dans la Dépendance de Ross, revendiquée par la Nouvelle-Zélande. Il s'agit de la vallée la plus au sud des trois vallées sèches de McMurdo. Le glacier Taylor s'y trouve ainsi que les Blood Falls.
La vallée et son glacier sont nommés d'après Thomas Griffith Taylor qui les a exploré en 1911.
Durant deux saisons (2008 et 2009) le robot subaquatique ENDURANCE de la NASA a permis d'explorer le lac Bonney (lac salé à couverture permanente de glace, situé à l'ouest de cette vallée : 77°43′S 162°22′E).

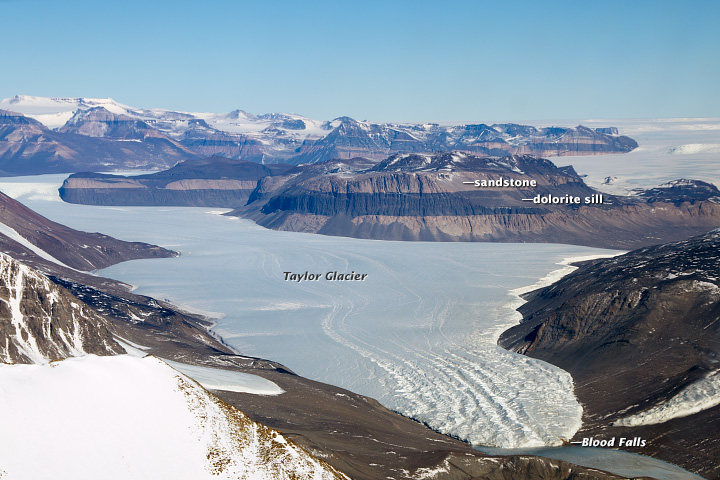
Vallée de Taylor.